# Історія ФК «Мілан»
Футбо́льний клуб «Мілан» (італ. Associazione Calcio Milan) — італійський професіональний футбольний клуб з однойменного міста, один із найтитулованіших клубів країни та Європи.

## Історія

### Легендарна команда Карло Анчелотті

#### Сезон 2006—2007: помста за Стамбул
Після відходу Андрія Шевченка, на позицію нападника купили бразильця Рікарду Олівейру із «Бетіса» за €17 млн. Досвідчений Яп Стам, після двох років проведених у клубі, поїхав догравати у «Аякс», а Руй Кошта, після п'яти років, повернувся у рідну «Бенфіку». Серед новачків можна виділити захисника Даніеле Бонеру , який прийшов із «Парми» за €3,3 млн, та перспективного півзахисника Йоанна Гуркюффа, за якого заплатили «Ренну» €4,5 млн.
Сезон для команди почався матчами третього кваліфікаційного раунду Ліги чемпіонів проти «Црвени Звезди». Завдяки голу Філіппо Індзагі мінімально перемогли на «Сан-Сіро», а на виїзді перемогу 2:1 забезпечили голи Індзагі та Зеєдорфа.
В Серії А клуб почав із трьох поспіль перемог («Лаціо» (2:1), «Парма» (2:0), «Асколі» (1:0)), але потім у команди розпочалася велика криза. За тринадцять турів «россонері» здобули лише дві перемоги («К'єво» (1:0), «Мессіна» (1:0)), сім разів зіграли внічию («Ліворно» (0:0), «Сієна» (0:0), «Сампдорія» (1:1), «Емполі» (0:0), «Кальярі» (2:2), «Торіно» (0:0), «Фіорентіна» (2:2)) та чотири рази поступилися («Палермо» (0:2), «Інтернаціонале» (3:4), «Аталанта» (0:2), «Рома» (1:2)). Цей відрізок чемпіонату команда перебувала у середині другої десятки турнірної таблиці. Розгромні перемоги над «Катанією» (3:0) та «Удінезе» (3:0) підійняли команду на дванадцяте місце перед зимовою перервою.
Невдачі у чемпіонаті не завадили команді успішно виступити на груповому етапі Ліги чемпіонів. У групі «Мілан» отримав не найсильніших суперників: «Лілль», «АЕК» та «Андерлехт». У першому турі розгромили вдома «АЕК» (3:0), а у другому — зіграли в нульову нічию із «Ліллем» на виїзді. У виїзному матчі із «Андерлехтом» мінімальну перемогу приніс гол Кака, а вдома бразилець оформив хет-трик, суттєво долучившись до розгромної перемоги 4:1. Поразки «АЕКу» (0:1) та «Ліллю» (0:2), які відбулися наприкінці групового турніру, не завадили команді у підсумку виграти групу.

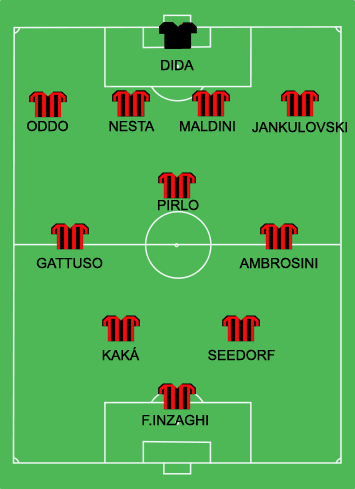
Склад команди на фінал Ліги чемпіонів проти «Ліверпуля»

Взимку клуб купив дворазового володаря Золотого м'яча у складі «Інтернаціонале», зубастика Роналду, який через травми втратив своє місце у складі мадридського «Реала». Бразильський нападник не мав права грати за «Мілан» у Лізі чемпіонів, бо вже грав за іншу команду в цьому турнірі. На правий фланг захисту купили Массімо Оддо, вихованця клубу який грав за «Лаціо».

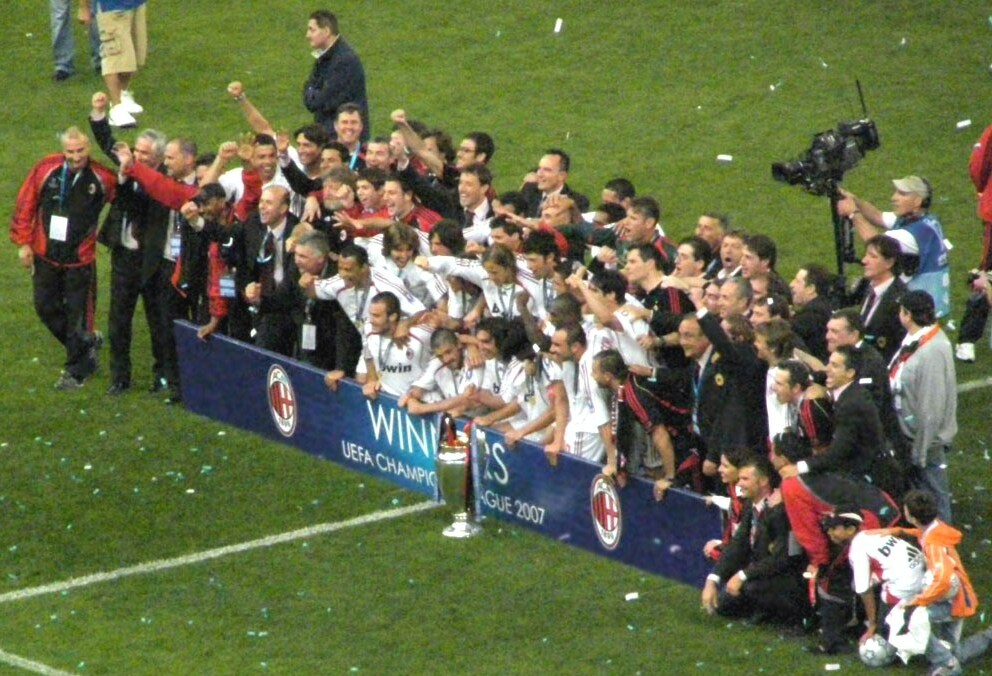
«Мілан» святкує перемогу в Лізі чемпіонів

Після відновлення чемпіонату «Мілан» зумів стабілізувати гру та регулярно набирати очки. «Россонері» перемогли «Реджину» (3:1), «Парму» (1:0), «Ліворно» (2:1), «Сієну» (4:3), «Сампдорію» (1:0), «К'єво» (3:1), а також зіграли в нульову нічию із «Лаціо» та «Палермо». За цей відрізок чемпіонату «Мілан» піднявся на шосте місце. Паралельно із цими матчами чемпіонату клуб провів свої матчі у Кубку Італії. Здолавши за сумою двох матчів «Ареццо» у чвертьфіналі (2:0 вдома та 0:1 на виїзді), не зуміли пройти «Рому» у півфіналі (2:2 вдома та 1:3 на виїзді).
У березні клуб вдруге за сезон поступився «Інтернаціонале» (1:2) у дербі, перервавши свою серію із п'ятнадцяти матчів без поразок. Після цього матчу «Мілан» переміг «Аталанту» (1:0), «Емполі» (3:1), «Мессіну» (3:1), «Асколі» (5:2), «Кальярі» (3:1) та «Торіно» (1:0), а також зіграв внічию із «Ромою» (1:1), піднявшись аж на третє місце. Дві нічиї та дві поразки («Фіорентіна» (0:0), «Катанія» (1:1), «Удінезе» (2:3), «Реджина» (0:2)) опустили «Мілан» на підсумкове четверте місце.
Весняна частина Ліги чемпіонів розпочалася для клубу матчами проти «Селтіка». Виїзний матч, як і основний час домашнього матчу, завершився нульовою нічиєю. Все вирішив гол Кака у додатковому часі домашнього матчу. У чертьфіналі грали проти мюнхенської «Баварії». Матч на «Сан-Сіро» проходив з перевагою господарів, а Данієль ван Буйтен лише у компенсований час зумів врятувати для «Баварії» нічию 2:2. У матчі-відповіді голи Зеєдорфа та Індзагі у першому таймі, дали команді комфортну перевагу, яку вони втримали зуміли втримати до кінця матчу. «Мілан» не був фаворитом у півфінальному протистоянні проти «Манчестер Юнайтед». У матчі на Олд-Траффорд, Вейн Руні забив для своєї команди переможний гол у компенсований час (2:3). Попри поразку, цей матч став видатним для Рікардо Кака, який оформив дубль. Другий гол запам'ятався вболівальникам неймовірним фінтом гравця, яким він прокинув м'яч повз двох захисників «Манчестер Юнайтед». Через тиждень розгромили суперників з рахункмо 3:0, а Кака відкрив рахунок у матчі. «Мілан» зумів втретє за п'ять років вийти у фінал Ліги чемпіонів. Доля дала можливість «россонері» взяти реванш у «Ліверпуля» за прикру поразку у фіналі 2005 року. У кінці першого тайму «Мілан» заробив штрафний удар. Його виконав Андреа Пірло, але м'яч влучив у Індзагі, рекошетом від якого залетів у сітку воріт. У кінці матчу Індзагі збільшив перевагу, реалізувавши вихід один на один після пасу Кака. Дірк Кейт встиг відіграти один гол, але на більше «Ліверпуль» не спромігся. «Мілан» виграв свій сьомий кубок Ліги чемпіонів, закріпившись на другому місці найтитулованіших клубів у цьому турнірів. За підсумками розіграшу, Кака став найкращим гравцем та бомбардиром, Зеєдорф — найкращим півзахисником, а Мальдіні — захисником.

#### Сезон 2007—2008: внутрішні та Європейські невдачі
Влітку, ветеран команди Алессандро Костакурта, провівши всю кар'єру в «Мілані», завершив кар'єру гравця. Клуб домовився про трансфер молодого бразильського нападника Алешандре Пату із «Інтернасьйоналу» за €24 млн, але згідно правил ФІФА гравець приєднається до «россонері» взимку, коли йому вже виповниться 18 років. Також клуб купив досвідченого півзахисника Емерсона з мадридського «Реала» за €5 млн. Цей гравець мав шестирічний досвід виступів у Серії А за «Рому», з якою став чемпіоном Італії, та «Ювентус».
Сезон розпочався матчем за Суперкубок УЄФА. Суперником «россонері» стала «Севілья», яка вдруге поспіль грала у Суперкубку УЄФА та захищала свій статус переможця турніру. За три дні до матчу помер молодий півзахисник «Севільї» Антоніо Пуерта, у якого стався серцевий напад у матчі чемпіонату Іспанії. Матч пройшов із жестами вшанування пам'яті іспанського гравця від футболістів та вболівальників. Усі гравці грали із напрінтованим прізвищем «PUERTA» на спині. Гол Ренату на початку матчу вивів андалусійців уперед.  Після перерви, зусиллями Індзагі та Янкуловські, «Мілан» зумів забити два голи за сім хвилин та перехопити ініціативу в матчі. Гол Кака в кінці зустрічі закріпив перевагу «россонері» — 3:1. «Мілан» виграв п'ятий, рекордний, Суперкубок УЄФА у своїй історії.
«Мілан» не зумів кваліфікуватися у Лігу чемпіонів через внутрішній чемпіонат, але перемога у пепередньому розіграші турніру дозволила їм вийти у груповий етап. «Россонері» потрапили у групу із «Селтіком», минулорічним суперником в 1/8 фіналу, а також донецьким «Шахтарем» та «Бенфікою». У першому матчі впевнено перемогли «Бенфіку» на «Сан-Сіро». «Мілан» лідирував 2:0, але в компенсований час другого тайму пропустив гол від Нуну Гомеша. Наступний матч був проти «Селтіка» на виїзді, в якому шотландці зуміли взяти реванш за попередній сезон, вирвавши перемогу на останніх хвилинах матчу — 1:2. Матчі проти донецького «Шахтаря» склалися для команди дуже вдало: розгромні перемоги 4:1 вдома та 3:0 на виїзді. До кінця групового турніру «Мілан» ще зіграв внічию із «Бенфікою» на виїзді (1:1) та вдома переміг «Селтік» (1:0), у підсумку посівши впевнене перше місце у групі.

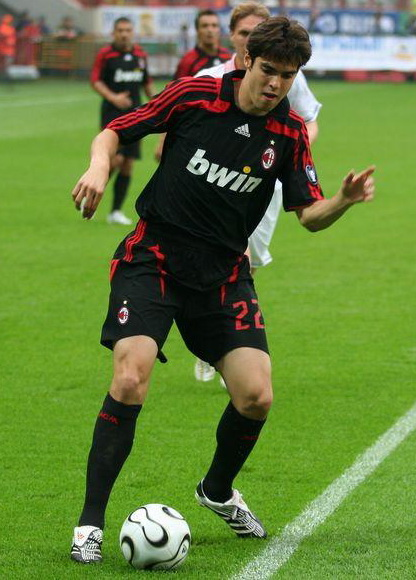
Володар Золотого м'яча 2007 року — Кака

В Серії А клуб знову провалив осінню частину чемпіонату. До зимової перерви «Мілан» зумів здобути лише чотири перемоги («Дженоа» (3:0), «Лаціо» (5:1), «Сампдорія» (5:0), «Кальярі» (2:1)), шість разів зіграв внічию («Фіорентіна» (1:1), «Сієна» (1:1), «Парма» (1:1), «Катанією» (1:1), «Торіно» (0:0), «Ювентус» (0:0)) та чотири рази програв («Палермо» (1:2), «Емполі» (0:1), «Рома» (0:1), «Інтернаціонале» (1:2)). На перерву пішли на дев'ятому місці у турнірній таблиці. Варто відзначити що «Мілан» мав три перенесені на січень матчі у зв'язку з виступом команди в Клубному чемпіонаті світу.
У грудні 2007 року «Мілан» поїхав на Клубний чемпіонат світу в Японію. Після мінімальної перемоги над японським клубом «Урава Ред Даймондс» (1:0), впевнено перемогли «Бока Хуніорс» у фіналі (4:2) та вперше в історії клубу здобули цей трофей.
В кінці року Кака отримав найпрестижніші особисті нагороди — «Золотий м'яч» та «Гравець року ФІФА».
Після перерви «Мілан» вилетів у Кубку Італії від «Катанії» на стадії 1/8 фіналу (1:2 вдома та 1:1 на виїзді). У Лізі чемпіонів вилетіли від лондонського «Арсеналу». Виїзний матч завершився нульовою нічиєю, а вдома програли 2:0, пропустивши два голи на останніх 10 хвилинах матчу.
У чемпіонаті Італії, вдалося покращити результати. «Мілан» здобув вісім перемог («Наполі» (5:2), «Удінезе» (1:0), «Дженоа» (2:0), «Реджина» (1:0), «Фіорентіна» (1:0), «Сієна» (1:0), «Палермо» (2:1), «Емполі» (3:1)), чотири рази зіграв внічию («Ліворно» (1:1), «Парма» (0:0), «Катанією» (1:1), «Лаціо» (1:1)) та поступився «Аталанті» (1:2). Це доволі успішний відрізок повернув клуб у боротьбу за вихід у Лігу чемпіонів. Надалі був навдалий період: перемогли «Торіно» (1:0) та «Кальярі» (3:1), але програли «Ромі» (1:2), «Сампдорії» (1:2), «Аталанті» (1:2) та «Ювентусу» (2:3). Перемоги над «Реджиною» (5:1), «Ліворно» (4:1) та «Інтернаціонале» (2:1) підійняли клуб на четверте місце, яке давало путівку в Лігу чемпіонів. Поразка від «Наполі» в передостанньому турі (1:3) стала фатальною для команди: завдяки ній «Фіорентіна» зуміла обійти «Мілан» у турнірній таблиці. В останньому турі розгромили «Удінезе» (4:1), а «фіалки» також здобули перемогу у своєму матчі, що означало підсумкове п'яте місце для команди. «Мілан» перервав свою серію із шести сезонів поспіль у Лізі чемпіонів та вперше із сезону 2001/02 буде виступати у Кубку УЄФА.

#### Сезон 2008—2009: останній сезон Анчелотті

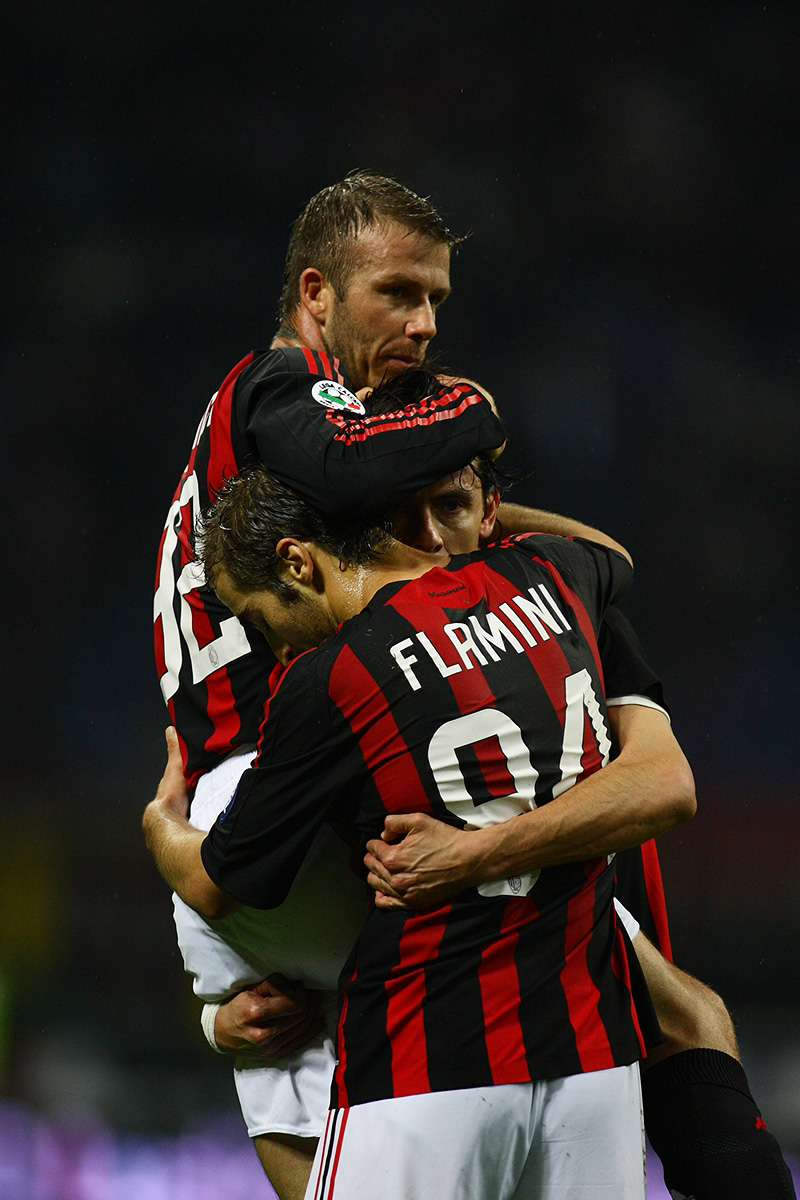
Девід Бекхем, Матьє Фламіні та Філіппо Індзагі святкують гол у ворота «Торіно» (19 квітня 2009 року)

Влітку свою кар'єру завершили бразильські флангові захисники Кафу та Сержіньйо, які зіграли дуже важливу роль у попередніх перемогах команди. Півзахисник Крістіан Броккі перейшов у «Лаціо». Видатний Роналду не зумів повністю реалізувати себе через важку травму коліна, тому також залишив клуб. Рікарду Олівейра, після річної оренди в «Сарагосі», перейшов туди на повноцінній основі за €10 млн. Нападник Альберто Джилардіно провів слабкий попередній сезон, тому керівництво вирішило продати його у «Фіорентіну» за €14 млн. «Мілан» вирішив повернути вихованця клубу, нападника Марко Борріелло, який провів сильний сезон у «Дженоа». За нього довелося заплатити €10 млн. Ще одним вихованцем клубу, якого повернув «Мілан», став лівий захисник Лука Антоніні. Досвідчений правий захисник Джанлука Дзамбротта, який був відомий виступами за «Ювентус», перейшов із «Барселони» за €8,5 млн. Також клубу вдалося безкоштовно підписати французького півзахисника Матьє Фламіні, який до цього виступав за лондонський «Арсенал». Легендарний Андрій Шевченко за два сезони не зміг стати основним гравцем у «Челсі», тому повернувся у «Мілан» на правах оренди з метою реанімувати кар'єру. Найважливішим трансфером літа став прихід Роналдінью, якого було визнано найкращим футболістом світу в 2005 році. Бразилець не підходив новому тренеру «Барселони», Жузепу Гвардіолі, тому каталонці продали його за €21 млн.

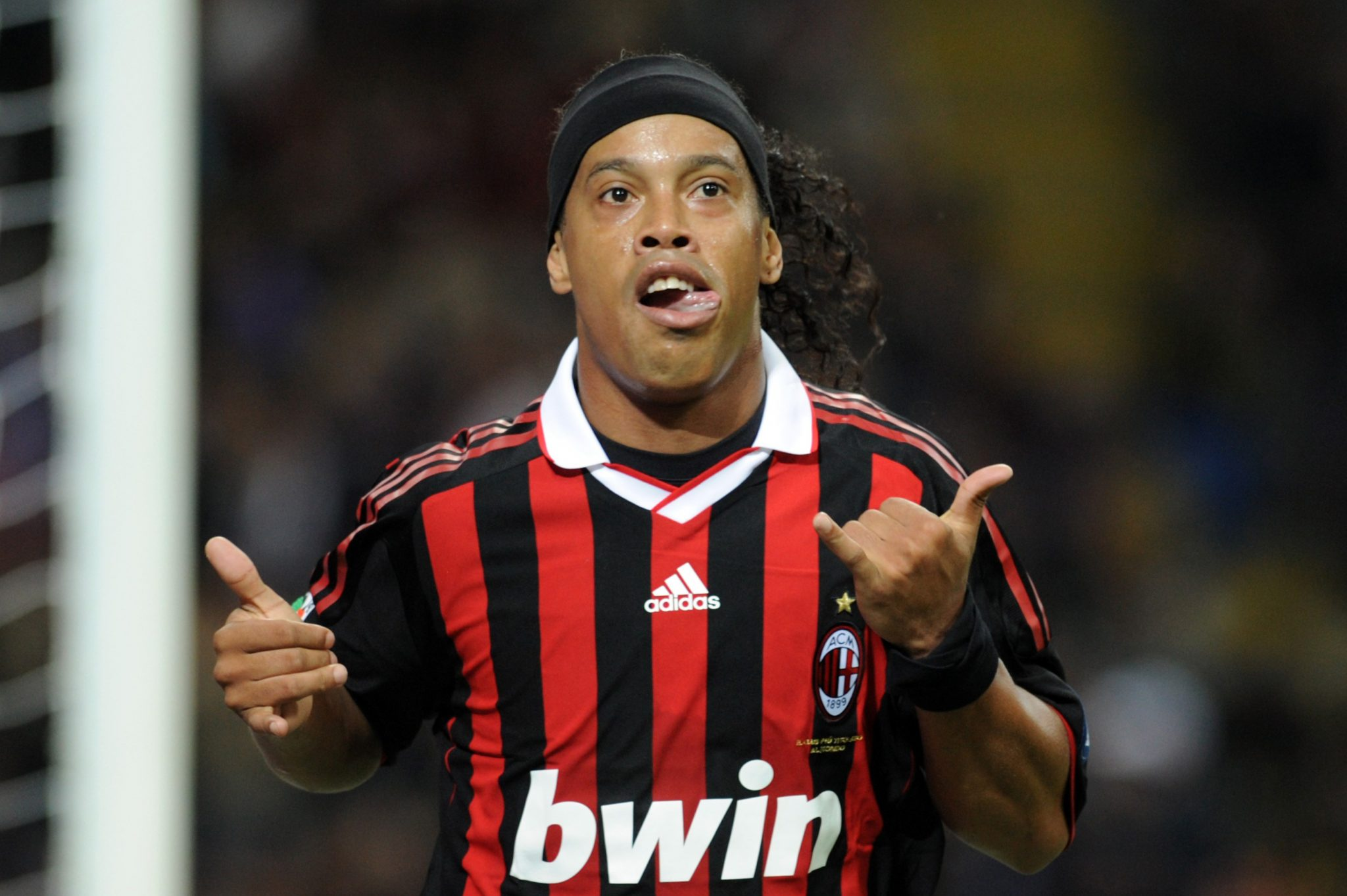
Роналдінью

### Невдача Леонардо та управління Массіміліано Аллегрі

#### Сезон 2010—2011: вісімнадцяте скудетто

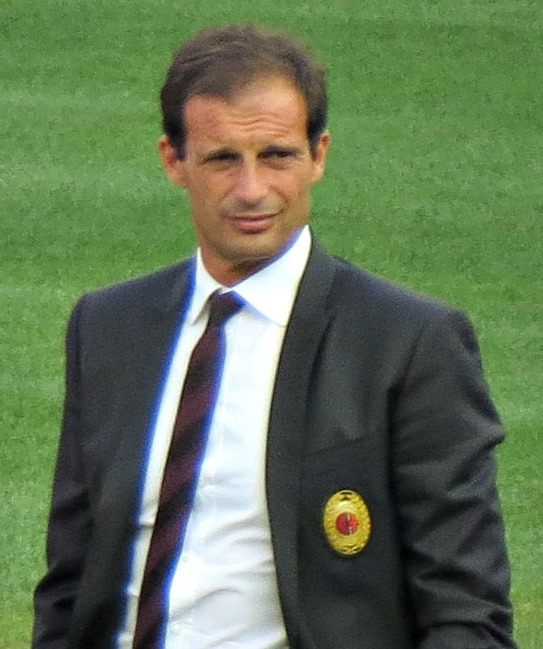
Массіміліано Аллегрі

Перед початком нового сезону, керівництво клубу вирішило звільнити Леонардо та призначити Массіміліано Аллегрі новим головним тренером, про що було оголошено 17 червня. Молодий італійський фахівець до цього два роки успішно тренував «Кальярі», посідаючи місця у середині турнірної таблиці.
Влітку команду залишили багаторічні ветерани Діда та Каха Каладзе. Також, після не надто вдалого сезону, команду покинув Клас-Ян Гунтелар. Марко Амелія замінив Марко Сторарі на позиції резервного воротаря. Досвідчений колумбієць Маріо Єпес прийшов у лінію захисту, а в лінію півзахисту був підписаний ганець Кевін-Прінс Боатенг. В останній дні трансферного вікна «Мілан» зумів підписати двох нападників. 28 серпня було оголошено про аренду Златана Ібрагімовича з «Барселони». Шведський нападник до цього грав у чемпіонаті Італії за принципових суперників — «Ювентус» та «Інтернаціонале». У складі останніх зумів стати найкращим бомбардиром Серії А у 2009 році. 31 серпня команду підсилив бразилець Робінью. Цей гравець багато років вважався дуже талановитим та перспективним, але у мадридському «Реалі» та «Манчестер Сіті» він не зумів до кінця розкрити свій потенціал.
Чемпіонат «Мілан» розпочав із розгрому над новачком чемпіонату, «Лечче» (4:0). У наступному турі неочікувано поступилися  ще одному новачку Серії А, «Чезені» (0:2). Далі зіграли в нічию з «Катанією» (1:1) та «Лаціо» (1:1), а команда посіла восьме місце. «Россонері» зуміли знайти свою гру, здобувши чотири перемоги поспіль: «Дженоа» (1:0), «Парма» (1:0), «К'єво» (3:1), «Наполі» (2:1). Після домашньої поразки від «Ювентуса» (1:2) у дев'ятому турі, знову видали серію із чотирьох поспіль перемог («Барі» (3:2), «Палермо» (3:1), «Інтернаціонале» (1:0) та «Фіорентіна» (1:0)), піднявшись на перше місце. До зимової перерви «Мілан» здобув розгромні перемоги над «Брешією» (3:0) та «Болоньєю» (3:0), зіграв внічию з «Сампдорією» (1:1), та поступився «Ромі» (0:1). На різдвяну перерву команда пішла на першому місці із перевагою у три очки над «Лаціо» та «Наполі».

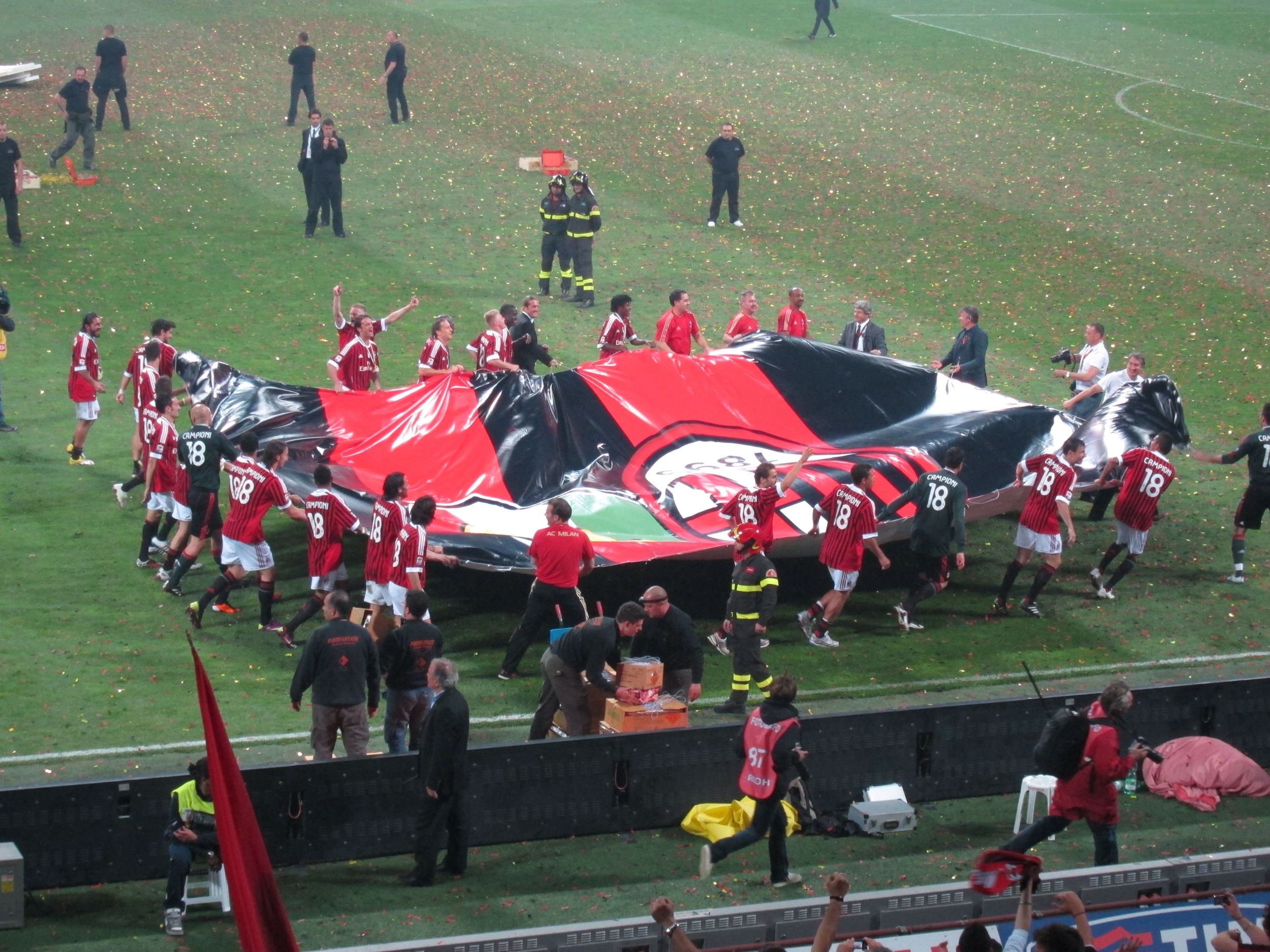
Гравці святкують перемогу в чемпіонаті на Сан-Сіро

Восени команда провела матчі групового етапу Ліги чемпіонів. Другий рік поспіль суперником «россонері» у групі став мадридський «Реал». «Осер» та амстердамський «Аякс» також потрапили у цей квартет. Після домашньої перемоги над «Осером» (2:0), зіграли внічию на виїзді із «Аяксом» (0:0). Виїзний матч проти «Реала» команда програла (0:2), а у домашньому втратила перемогу на останніх хвилинах (2:2). Ключову перемогу, яка гарантувала вихід із групи, команда здобула у п'ятому турі, здолавши на виїзді «Осер» (2:0). В останньому турі програли вдома «Аяксу» (0:2), посівши підсумкове друге місце.
Під час зимового трансферного вікна команда підсилилася досвідченими гравцями: нападником Антоніо Кассано та Марком ван Боммелом. Півзахисник «Аякса» Урбі Емануельсон проявив себе у матчах Ліги чемпіонів проти «россонері», що спонукало керівництво підписати цього гравця. Роналдінью хотів повернутися грати у Бразилію, тому його відпустили до «Фламенгу».
Після відновлення чемпіонату «Мілан» регулярно втрачав очки, періодично граючи внічию. У семи турах після перерви здобули лише три перемоги («Кальярі» (1:0), «Чезена» (2:0),  «Катанія»(2:0)) та чотири рази розділили очки із суперником («Удінезе» (4:4), «Лечче» (1:1), «Лаціо» (0:0), «Дженоа» (1:1)). Попри періодичні невдачі, «Мілан» весь цей час залишався на першому місці. У січні «россонері» розпочали змагання у Кубку Італії: в 1/8 розгромили «Барі» (3:0), а у чвертьфіналі здолали «Сампдорію» (2:1).
В 1/8 фіналу Ліги чемпіонів суперником став «Тоттенгем Готспур». 9 лютого відбувся домашній матч, у якому «россонері» мінімально поступилися (0:1), пропустивши у кінці матчу. У матчі-відповіді, який відбувся 9 березня, «Мілан» не зумів забити необхідний гол, зігравши в нульову нічию, та вилетівши на цій стадії другий рік поспіль.
У чемпіонаті Італії «россонері» зуміли здобути чотири поспіль перемоги («Парма» (4:0), «К'єво» (2:1), «Наполі» (3:0) та «Ювентус» (1:0)) та зіграти внічию із «Барі» (1:1). У тридцятому турі, поступившись «Палермо» (0:1), перервалася серія команди із одинадцяти матчів без поразок. Наступний матч був проти «Інтернаціонале». Він був дуже важливим у контексті боротьби за чемпіонство: «Мілан» випереджав «Інтернаціонале» лише на два очки. «Россонері» зуміли завдати супернику розгромної поразки 3:0 та збільшити свою перевагу. Надалі «Мілан» здобув чотири поспіль перемоги («Фіорентіна» (2:1), «Сампдорія» (3:0), «Брешія» (1:0) та «Болонья» (1:0)). 7 травня «Мілан» зіграв у нульову нічию із «Ромою». Після цього матчу у «россонері» була перевага у шість очків над «Інтернаціонале» за два тури до закінчення чемпіонату, що означало дострокове чемпіонство для «Мілана». У двох турах що залишалися розгромили «Кальярі» (4:1) та зіграли внічию з «Удінезе» (0:0).
«Мілан» мав шанси оформити золотий дубль. Суперником «россонері» у піфіналі Кубку Італії був «Палермо». У домашньому матчі зіграли внічию 2:2, а у виїзному поступилися 1:2, завершивши змагання у турнірі.

#### Сезон 2011—2012: невдалий захист чемпіонства та відхід легенд клубу
Перед початком сезону клуб покинув Андреа Пірло. Керівництво клубу вирішило не продовжувати контракт із легендою клубу через вік гравця. Ще один ветеран команди Марек Янкуловський також залишив команду. Нападника Марко Борріелло продали у «Рому» за €10 млн. Влітку клуб підсилювався переважно вільними агентами та не дорогими італійськими гравцями. Безкоштовно прийшли захисники Філіпп Мексес та Тає Тайво. У півзахист підписали Антоніо Ночеріно та Альберто Аквілані. У лінію нападу купили молодого Стефана Ель-Шаараві із «Дженоа» та викупили Златана Ібрагімовича.

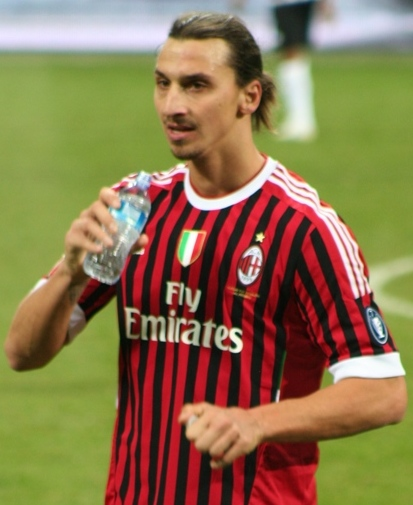
Найкращий бомбардир чемпіонату — Златан Ібрагімович

Сезон для команди розпочався матчем за Суперкубок Італії проти «Інтернаціонале». Завдяки голам Ібрагімовича та Боатенга, «россонері» здобули перемогу 2:1 та завоювали шостий Суперкубок у своїй історії.
Чемпіонат розпочався для команди не дуже важко. У стартових п'яти турах перемогли лише «Чезену» (1:0), а також зіграли внічию з «Лаціо» (1:1) та «Удінезе» (1:1), програли «Наполі» (1:3) та «Ювентусу» (0:2). Після цих матчів клуб розташовувася на п'ятнацятому місці у чемпіонаті. Надалі, в чемпіонаті, «Мілан» не програв жодного разу до кінця року. Команда здобула дев'ять перемог («Палермо» (3:0), «Лечче» (4:3), «Парма» (4:1), «Рома» (3:2), «Катанією» (4:0) «К'єво» (4:0), «Дженоа» (2:0), «Сієна» (2:0), «Кальярі» (2:0)) та двічі зіграла внічию («Фіорентіна» (0:0), «Болонья» (2:2)). В результаті цієї серії «Мілан» зумів вийти у лідери чемпіонату, розділивше перше місце із «Ювентусом».
Груповий етап Ліги чемпіонів склався для команди доволі легко. «Россонері» потрапили у групу із чинним переможцем турніру, «Барселоною», та двома аусайдерами, чеською «Вікторією» та білоруським «БАТЕ». У першому турі «Мілан», завдяки голу Тіагу Сілви на останніх хвилинах, здобув виїзну нічию з «Барселоною» (2:2). Впевнені домашні перемоги з рахунком 2:0 над «Вікторією» та «БАТЕ» дозволили команді комфортно почуватися в контексті боротьби за вихід із групи. Матчі-відповіді команда провела гірше: виїзні нічиї із «БАТЕ» (1:1) та «Вікторією» (2:2), а також домашня поразка від «Барселони» (2:3). У підсумку команда набрала дев'ять очків та посіла друге місце.
Взимку команда підсилювалася гравцями на правах оренди: півзахисник Саллі Мунтарі прийшов із «Інтернаціонале», а нападник Максі Лопес із «Катанії».
Відновлення чемпіонату «россонері» розпочали із перемоги над «Аталантою» (2:0), а у наступному турі мінімально поступилися «Інтернаціонале» (0:1). Ця невдача перервала серію із дванадцяти матчів без поразок. Після цього розгромили «Новару» (3:0), «Кальярі» (3:0) та поступилися «Лаціо» (0:2). У січні «россонері» також розпочали змагання у Кубку Італії: в 1/8 перемогли «Новару» (2:1), а у чвертьфіналі здолали «Лаціо» (3:1).

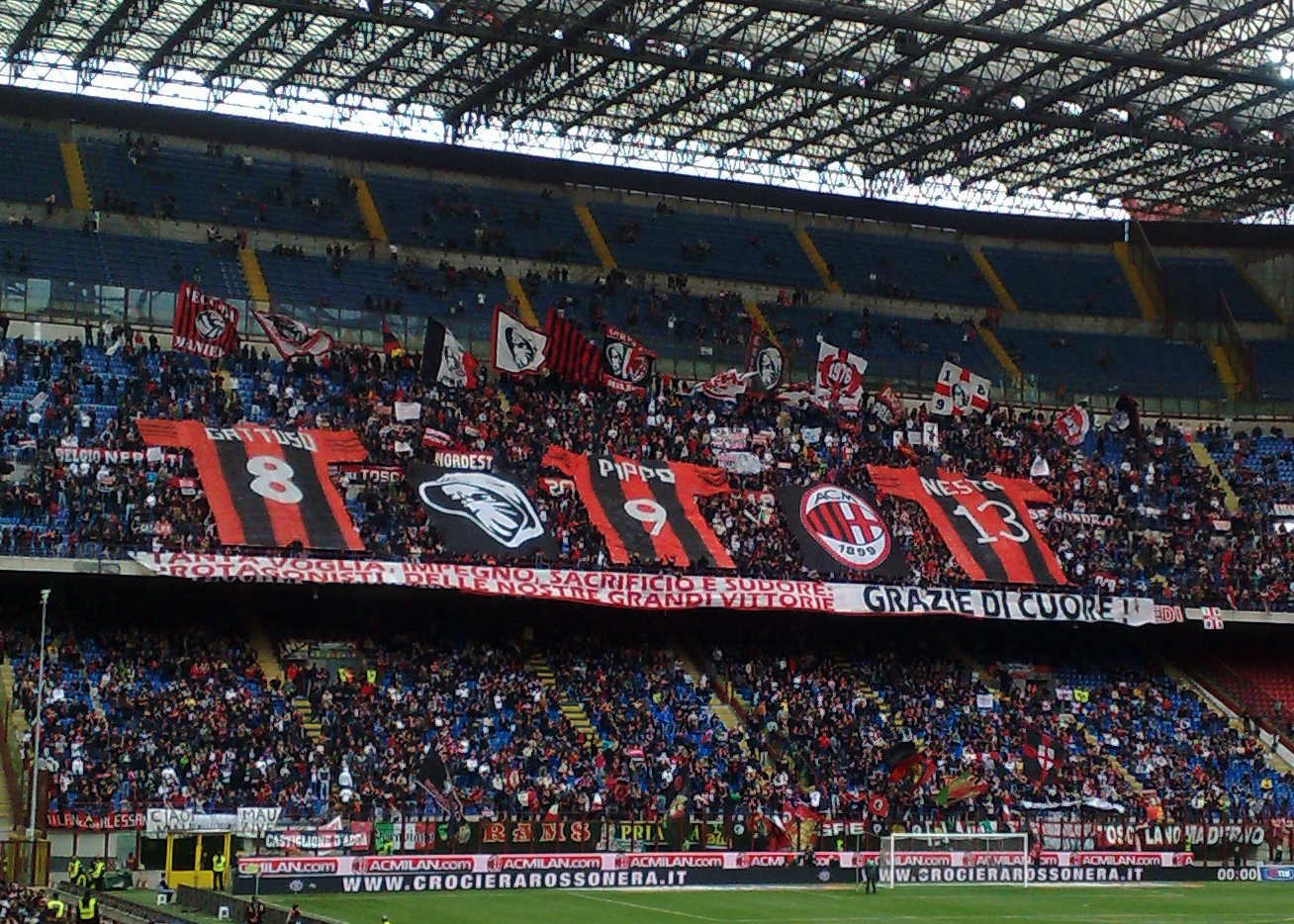
Вболівальники прощаються із легендами клубу: Гаттузо, Індзагі та Нестою в останньому матчі чемпіонату

Згодом «Мілану» вдалося оформити ще одну серію без поразок. Вона включає в себе шість перемог («Удінезе» (2:1), «Чезена» (3:1), «Палермо» (4:0), «Лечче» (2:0), «Парма» (2:0), «Рома» (2:1)) та три нічиї («Наполі» (0:0), «Ювентус» (1:1), «Катанія» (1:1)). Очний матч проти «Ювентуса» був дуже важливим у боротьбі за чемпіонство: команди ділили перше місце у турнірній таблиці. «Россонері» швидко вийшли вперед завдяки голу Антоніо Ночеріно. Згодом, м'яч пересік лінію воріт після удару головою Саллі Мунтарі, але арбітри помилково не зарахували гол через те що Джанлуїджі Буффон ніби встиг його вибити. У підсумку, «Ювентус» зумів зрівняти рахунок за сім хвилин до кінця матчу.
Плей-оф Ліги чемпіонів «Мілан» розпочав матчами проти лондонського «Арсенала». У домашньому матчі, «россонері» розгромили суперників 4:0. Матч-відповідь У матчі-відповіді «Арсенал» переміг 3:0 та був близький до перелому ситуації у протистоянні, але за підсумками двох матчів дальше пройшов «Мілан» (4:3). У чвертьфіналі, вдруге за сезон, зустрілися із «Барселоною». Домашній матч завершився нульовою нічиєю, а у виїзному поступилися (1:3), вилетівши із турніру.
7 квітня поступилися «Фіорентіні» (1:2) та опустилися на друге місце. У наступних матчах перемогли «К'єво» (1:0), «Дженоа» (1:0), «Сієна» (4:1) та «Аталанту» (2:0), а також зіграли внічию із «Болоньєю» (1:1). За два тури до кінця відставання від «Ювентуса» було лише одне очко. У передостанньому турі «Мілан» поступився у дербі «Інтернаціонале» (2:4), а «Ювентус» переміг «Кальярі» (2:0), що означало чемпіонсто для туринського клубу. В останньому матчі чемпіонату здолали «Новару» (2:1). Златан Ібрагімович забив у чемпіонаті 28 голів та став найкращим бомбардиром турніру.
Протистояння із «Ювентусом» склалося не на користь «Мілана» і у Кубку Італії. Вдома поступилися з рахунком 2:1, а на виїзді здобули аналогічну перемогу в основний час. В додатковому таймі виїзного матчу пропустили від Мірко Вучинича та за підсумками двох матчів вилетіли із турніру (2:3).
Цей сезон став останній у складі «россонері» для багатьох легендарних гравців клубу: Алессандро Нести, Філіппо Індзагі, Дженнаро Гаттузо, Джанлуки Дзамбротти та Кларенса Зеєдорфа.

#### Сезон 2012—2013: будівництво нової команди
Перед початком нового сезону, окрім втрати ветеранів команди, «Мілан» був змушений продати нападника Златана Ібрагімовича та захисника Тіагу Сілву, через фінансові проблеми. За цих двох гравців «Парі Сен-Жермен» заплатив близько €63 млн. Нападника Антоніо Кассано поміняли на нападника «Інтернаціонале» Джампаоло Паццині. У лінію півзахисту «россонері» безкоштовно підписали капітана «Фіорентіни» Ріккардо Монтоліво, а також малійця Бакає Траоре. Захисник Франческо Ачербі прийшов за €4 млн, а Крістіан Сапата приєднався ко команди на правах оренди. Також на правах оренди прийшов колишній нападник «Барселони» Боян Кркіч. В останній день трансферного вікна «Мілан» купив за €5 млн півзахисника Найджела де Йонга, який у попередньому сезоні виграв чемпіонат Англії з «Манчестер Сіті».

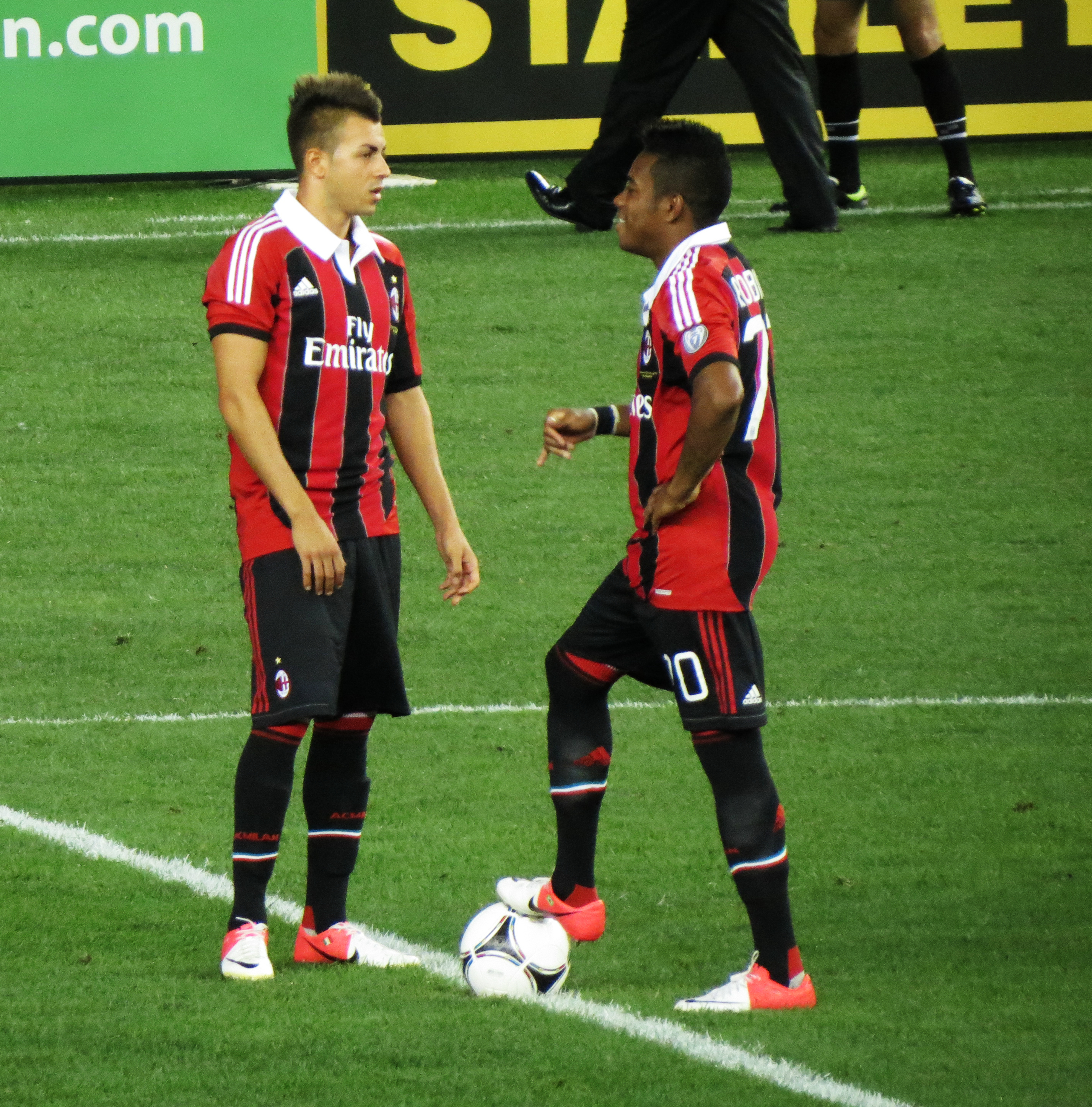
Стефан Ель-Шаараві та Робінью (серпень 2012 року)

Великі кадрові зміни зумовили ігрову кризу на початку сезону в Серії А. У стартових восьми турах «Мілан» зумів перемогти лише «Болонью» (3:1) та «Кальярі» (2:0), зіграв внічию із «Пармою» (1:1) та зазнав п'яти поразок: «Сампдорія» (0:1), «Аталанта» (0:1), «Удінезе» (1:2), «Інтернаціонале» (0:1) та «Лаціо» (2:3). По закінченню цього відрізку чемпіонату «россонері» знаходилися на п'ятнадцятому місці у турнірній таблиці. До закінчення календарного року «Мілан» провів ще десять матчів чемпіонату в яких здобув шість перемог («Дженоа» (1:0), «К'єво» (5:1), «Ювентус» (1:0), «Катанія» (3:1), «Торіно» (4:2) та «Пескара» (4:1)), двічі зіграв внічию («Палермо» (2:2) та «Наполі» (2:2)), та двічі програв («Фіорентіна» (1:3) та «Рома» (2:4)). Цей ігровий прогрес дозволив «Мілану» піти на зимову перерву на сьомому місці.

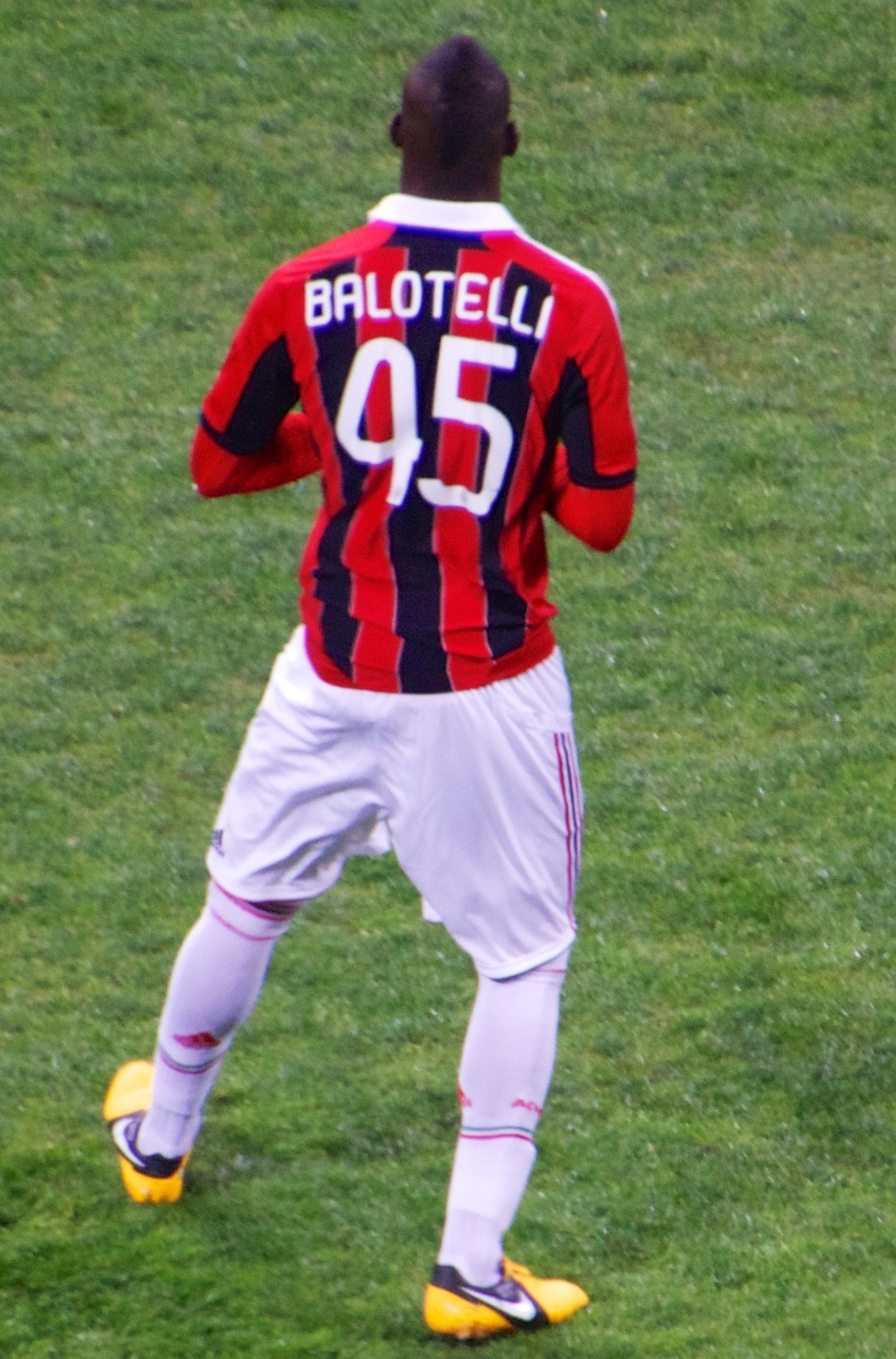
Маріо Балотеллі у дербі проти «Інтернаціонале» (лютий 2013 року)

У групі Ліги чемпіонів «Мілан» отримав не найскладніших суперників: «Малагу», «Зеніт» та «Андерлехт». У першому турі не зуміли перемогти «Андерлехт» у домашньому матчі (0:0), а у другому — здобули важку виїзну перемогу над «Зенітом» (3:2). Спарені матчі проти «Малаги» склалися для команди не дуже вдало: виїзна поразка (0:1) та домашня нічия (1:1). У п'ятому турі «россонері» здолали «Андерлехт» (3:1) та змогли забезпечити собі вихід із групи. В останньому матчі мінімально програли вдома «Зеніту» (0:1).
Взимку клуб продав Алешандре Пату, у «Корінтіанс» за €15 млн. Його замінив одіозний італійський нападник Маріо Балотеллі, який перейшов із «Манчестер Сіті» за €21.5 млн.
Після відновлення чемпіонату «Мілан» продовжив прогресувати у результатах, видавши серію без поразок яка тривала чотирнадцять матчів. Під час неї здобули дев'ять перемог («Сієна» (2:1), «Болонья» (2:1), «Аталанта» (1:0), «Удінезе» (2:1), «Парма» (2:1), «Лаціо» (3:0), «Дженоа» (2:0), «Палермо» (2:0) та «К'єво» (1:0)) та п'ять разів зіграли внічию («Сампдорія» (0:0), «Кальярі» (1:1), «Інтернаціонале» (1:1), «Фіорентіна» (2:2) та «Наполі» (2:2)). Ці успіхи дозволили команді піднятися на третє місце та перебувати у зоні Ліги чемпіонів. Після поразки «Ювентусу» (1:2), «россонері» перемогли «Катанію» (4:2), «Торіно» (1:0), «Пескару» (4:0), «Сієну» (2:1) та зіграли внічию із «Ромою» (0:0), фінішувавши на підсумковому третьому місці.
У плей-оф Ліги чемпіонів «Мілан» вилетів від «Барселони». Після домашньої перемоги 2:0 у команди були хороші шанси пройти далі, але на «Камп Ноу» вони розгромно поступилися 0:4.
Кубок Італії «Мілан» розпочав перемогою над «Реджиною» (3:0), але у чвертьфіналі поступився «Ювентусу» у додатковому часі (1:2).
За підсумками сезону варто відзначити прогрес Стефана Ель-Шаараві, який став лідером у кризовий період, забивши 16 голів у чемпіонаті, а також успішний зимовий трансфер Маріо Балотеллі, який забив 12 голів у 13 матчах чемпіонату та  допоміг успішно провести весняну частину турніру.

#### Сезон 2013—2014: початок великої кризи
Влітку клуб не проводив активної трансферної кампанії. Кевіна-Прінса Боатенга, одного із лідерів півзахисту, продали у «Шальке 04» за €12 млн. Матьє Фламіні та Лука Антоніні, які п'ять років провели у складі команди, безкоштовно її залишили. Ще одним знаковим трансфером став безкоштовний відхід капітана команди — Массімо Амброзіні, який грав за «россонері» з 1995 року. У лінію нападу клуб придбав колишнього вихованця клубу, Алессандро Матрі, з «Ювентуса» за €12 млн. Після попередньої оренди викупили Крістіана Сапату з «Вільярреалу» за €6 млн. У лінію півзахисту безкоштовно підписали словенця Вальтера Бірсу та отримали у «Сампдорії» спільні права на Андреа Полі за €3 млн. В останній день трансферного вікна відбулося повернення легендарного гравця клубу — Кака. Бразилець чотири сезони провів за «Реал Мадрид», але не зумів там стати важливим гравцем основи.
Перша половина Серії А пройшла для команди провально. У сімнадцяти матчах «Мілан» здобув лише чотири перемоги («Кальярі» (3:1), «Сампдорія» (1:0), «Удінезе» (1:0), «Катанія» (3:1)), сім разів зіграв внічию («Торіно» (2:2), «Болонья» (3:3), «Лаціо» (1:1), «К'єво» (0:0), «Дженоа» (1:1), «Ліворно» (2:2), «Рома» (2:2)), та шість разів програв («Верона» (1:2), «Наполі» (1:2), «Ювентус» (2:3), «Парма» (2:3), «Фіорентіна» (0:2), «Інтернаціонале» (0:1)). Після поразки в дербі від «Інтернаціонале» (0:1), яка відбулася в останньому турі перед зимовою перервою, «россонері» опустилися на тринадцяте місце у турнірній таблиці.
Попри провал у внутрішньому чемпіонаті, «Мілан» зумів успішно виступити у Лізі чемпіонів. У ранді плей-оф здолали «ПСВ» за сумою двох матчів (1:1 на виїзді, 3:0 вдома). У групі двічі перемогли «Селтік» (2:0 вдома, 3:0 на виїзді), двічі зіграли внічию з «Аяксом» (1:1 на виїзді, 0:0 вдома), та заробили одне очко з «Барселониою» (1:1 вдома, 1:3 на виїзді). Для клубу все вирішувалося в останньому матчі проти Аякса»: «Мілан» випереджав амстердамців на одне очко. Зігравши в нульову нічию, посіли друге місце та вийшли із групи.
Взимку клуб підсилювався переважно вільними агентами (японський нападник Кейсуке Хонда прийшов із «ЦСКА», а досвідчений півзахисник Майкл Ессьєн — з «Челсі»), та гравцями на правах оренди (нападник Адель Таарабт та захисник Аділь Рамі). Алессандро Матрі, який забив лише один гол, віддали в оренду в «Фіорентіну». Також в оренду поїхали Мбай Ньянг та Антоніо Ночеріно, які остаточно втратили місце в основному складі.
У першому матчі після поновлення чемпіонату, розгромили «Аталанту» (3:0). У цьому матчі Кака забив свій сотий гол за «Мілан». У наступному турі програли «Сассуоло» (3:4), а Доменіко Берарді забив чотири голи у ворота «россонері». Після цього матчу керівництво клубу вирішило звільнити Массіміліано Аллегрі, для якого це був четвертий сезон на чолі команди. Мауро Тассотті декілька днів був виконувачем обов'язків головного тренера, а 16 січня офіційно оголосили, що легенда клубу Кларенс Зеєдорф стане новим головним тренером. Для багатьох це рішення було неочікуваним, оскільки Зеєдорф ще продовжував грати за «Ботафого» та не мав тренерського досвіду.
Під керівництвом нового тренера команда здобула чотири перемоги у шести матчах («Верона» (1:0), «Кальярі» (2:1), «Болонья» (1:0), «Сампдорія» (2:0)), а також зіграли внічию з «Торіно» (1:1) та програли «Наполі» (1:3). Паралельно «Мілан» вилетів у Кубку Італії від «Удінезе» (1:2) на стадії чвертьфіналу. У березні команду спіткала криза: три поразки поспіль («Ювентус» (0:2), «Удінезе» (0:1), «Парма» (2:4)), а також нічия з «Лаціо» (1:1). Також «россонері» без шансів вилетіли від мадридського «Атлетіко» в 1/8 фіналу Ліги чемпіонів (0:1 вдома та 1:4 на виїзді). Минувши кризу, «Мілан» здобув сім перемог («Фіорентіна» (2:0), «К'єво» (3:0), «Дженоа» (2:1), «Катанія» (1:0), «Ліворно» (3:0), «Інтернаціонале» (1:0), «Сассуоло» (2:1)) та двічі поступився («Рома» (0:2) та «Аталанта» (1:2)) до кінця чемпіонату, фінішувавши на підсумковому восьмому місці. Перемога над «Інтернаціонале» у дербі стала першою для клубу з літа 2011 року.
По завершені сезону Зеєдорфа було звільнено. Восьме місце у чемпіонаті не дозволило клубу кваліфікуватися у єврокубки, що перервало серію із п'ятнадцяти сезонів виступів у Європі. Кака, по завершені сезону, вирішив залишити клуб та переїхати грати в MLS. Спад результатів можна також пов'язати із важкою травмою минулорічного лідера команди, Стефана Ель-Шаараві, який пропустив майже весь сезон.

### Закінчення епохи Берлусконі та зміна власників

#### Сезон 2014—2015: провал Індзагі

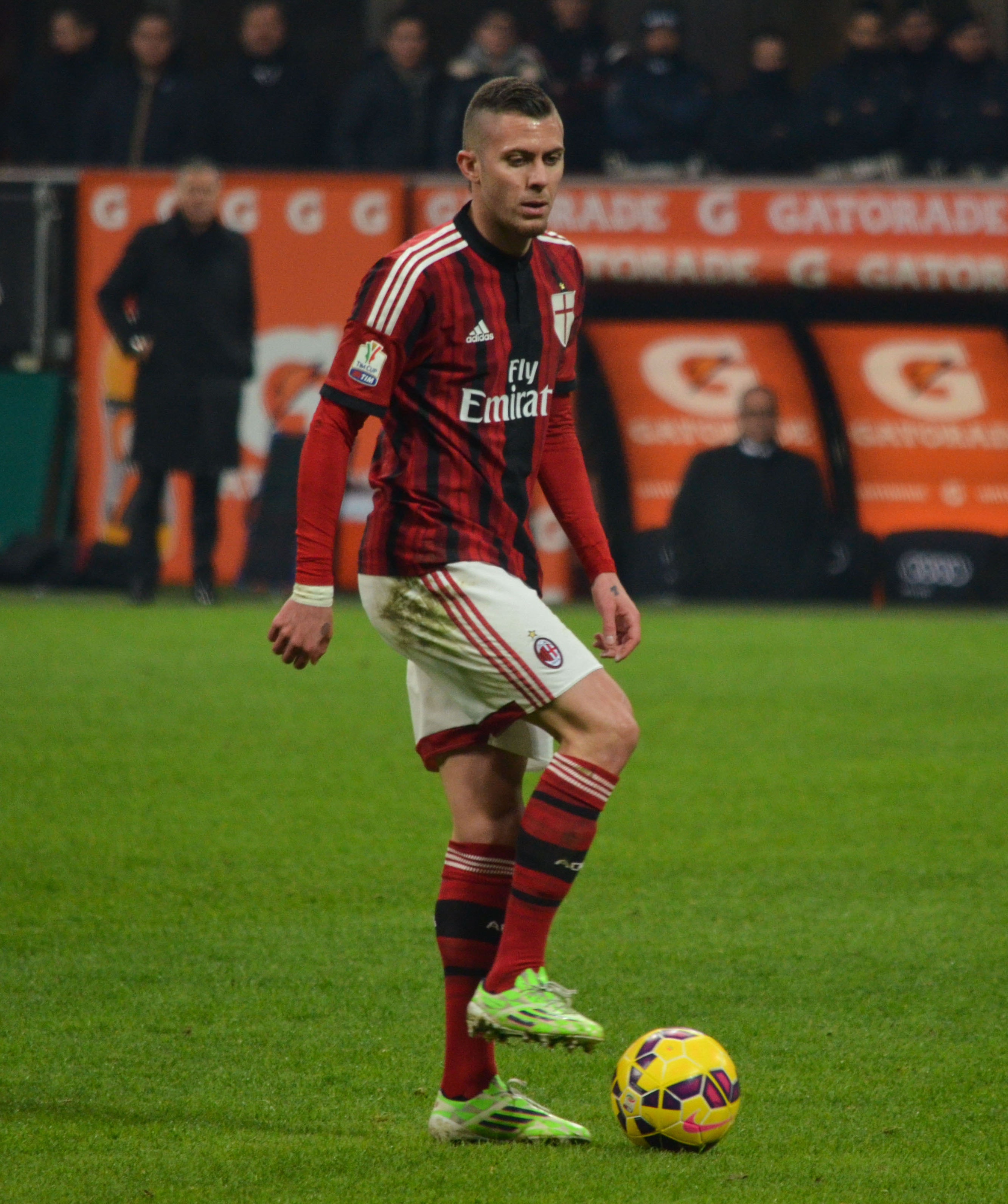
Жеремі Менез — найкращий бомбардир у сезоні

Перед початком нового сезону очолити команду довірили ще одній легенді клубу — Філіппо Індзагі, який до цього тренував юнацьку та молодіжну команди. Найдорожчим літнім трансфером став Джакомо Бонавентура, який прийшов за €7 млн. Досвідчені Алекс та Жеремі Менез прийшли безкоштовно. Також було ухвалено рішення про викуп Аділя Рамі. Найзірковішим трансфером став прихід Фернандо Торреса на правах оренди. Марко ван Гінкел також приєднався на правах оренди. Маріо Балотеллі продали за €20 млн у «Ліверпуль». Марко Амелія та Урбі Емануельсон залишили клуб по причині завершення контракту. Вихованець клубу Браян Крістанте був проданий за  €6 млн. Антоніо Ночеріно, Вальтера Бірса, Алессандро Матрі та Робінью віддали в оренду.
Початок чемпіонату розпочався з перемог над «Лаціо» (3:1) та «Пармою» (5:4), після чого відбулася мінімальна поразка «Ювентусу» (0:1). У наступних турах зіграли внічию з «Емполі» (2:2) та «Чезеною» (1:1), клубами які повернулися в елітний дивізіон. Перемоги над «Вероною» (2:0) та «К'єво» (3:1) дозволили піднятися на четверте місце, але подальший період із п'яти матчів без перемог (чотири нічиїх та одна поразка) суттєво ускладнив турнірне становище. До кінця календарного року зуміли здобути дві перемоги, один раз зіграти внічию та один раз програти.
У зимове трансферне вікно відбулося декілька трансферів. Фернандо Торрес не зумів стати важливим гравцем, забивши лише один гол, що зумусило керівництво відпустити гравця. Алессіо Черчі, Сусо та Маттія Дестро прийшли для підсилення нападу, а Лука Антонеллі, Сальваторе Боккетті та Габріель Палетта в захисну лінію.
Одразу після відновлення чемпіонату команда потрапила в кризу. В чотирьох матчах вони зазнали трьох поразок та один раз зіграли внічию. Також програли «Лаціо» (0:1) у чвертьфіналі Кубку Італії. Регулярно набирати очки команді не вдавалося. У подальших турах здобули лише дві перемоги, тричі зіграли внічию та двічі програли, опустившись на десяте місце. Після двох поспіль перемог, знову розпочалася криза в результатах: дві нічиї та три поразки поспіль. Три перемоги в чотирьох останніх турах допомогли закріпитися на підсумковому десятому місці.

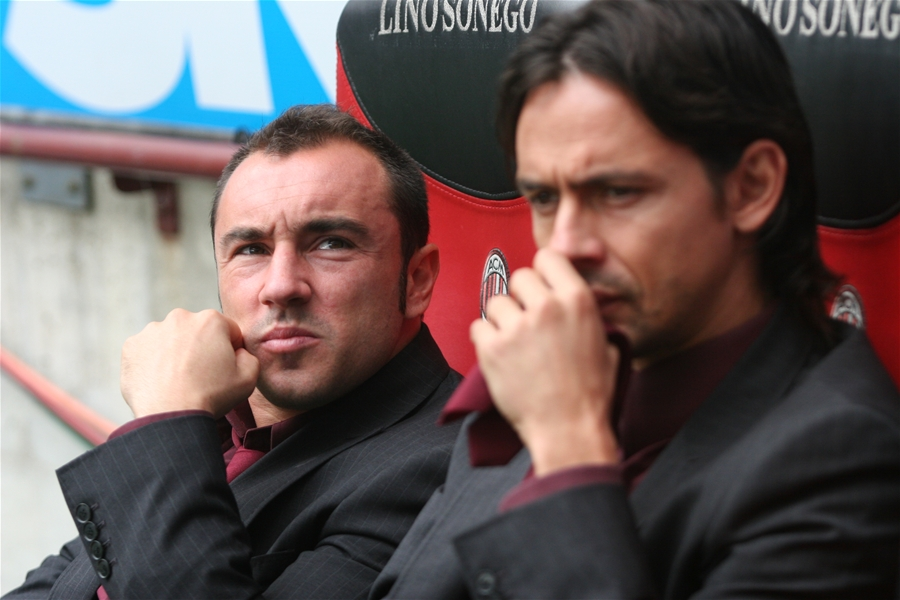
Крістіан Броккі (ліворуч) та Філіппо Індзагі (праворуч)

Останній раз команда так низько фінішувала у 1998 році. За підсумками сезону Філіппо Індзагі було звільнено.

#### Сезон 2015—2016: невдачі Михайловича та Броккі
Після провального сезону керівництво клубу вирішило зробити великі інвестиції у нових гравців. Нападник Карлос Бакка прийшов за €30 млн, півзахисник Андреа Бертолаччі за €20 млн, а захисник Алессіо Романьйолі за €25 млн. Лінію нападу також підсилив Луїс Адріану та Маріо Балотеллі, який після невдалого сезону в «Ліверпулі» повернувся на правах оренди. Ветеран команди Даніеле Бонера залишив команду. Досвідчені Саллі Мунтарі, Майкл Ессьєн, Крістіан Дзаккардо, Джампаоло Паццині та Робінью також покинули клуб. Новим тренером став серб Синиша Михайлович, з яким було підписано контракт на два роки. До цього він мав досвід роботи в інших клубах Серії А («Сампдорія», «Фіорентіна», «Катанія», «Болонья»).
Початок сезону склався важко. У першому турі поступипилися «Фіорентіні» (0:2). Після перемоги над «Емполі» (2:1), програли у дербі «Інтернаціонале» (0:1).
У конкурентних матчах із «Палермо» та «Удінезе» зуміли здобути важку перемогу 3:2. Потім неочікувано поступилися «Дженоа» (0:1) та зазнали розгромної домашньої поразки від «Наполі» (0:4), опустившись на одинадцяте місце. Надалі команді вдалося покращити результати. До кінця календарного року здобули п'ять перемог («Сассуоло» (2:1), «К'єво» (1:0), «Лаціо» (3:1), «Сампдорія» (4:1), «Фрозіноне» (4:2)), чотири рази зіграли внічию («Торіно» (0:0), «Аталанта» (0:0), «Карпі» (0:0), «Верона» (1:1)) та поступилися «Ювентусу» (0:1). Перед зимовою перервою посідали шосте місце.
Взимку в клуб повернувся Кевін-Прінс Боатенг, гравець який став чемпіоном у 2011 році. Найджел де Йонг після трьох сезонів за «россонері» поїхав грати в MSL.
Після відновлення чемпіонату «Мілан» поворив свою осінню серію: в десяти матчах здобули п'ять перемог («Фіорентіна» (2:0), «Інтернаціонале» (3:0), «Палермо» (2:0), «Дженоа» (2:1) та «Торіно» (1:0)), чотири рази зіграли внічию («Рома» (1:1), «Емполі» (2:2), «Удінезе» (1:1), «Наполі» (1:1)) та поступилися «Болоньї» 0:1. У березні та на початку квітня у команді відбулася криза результатів: поразки від «Сассуоло» (2:0), «Аталанти» (1:2) та «Ювентуса» (1:2), а також нічиї з «К'єво» (0:0), «Лаціо» (1:1). 12 квітня керівництво клубу звільнило Михайловича та призначило Крістіана Броккі виконувачем обов'язків. Зміна тренера не допомогла стабілізувати результати. До кінця чемпіонату «Мілан» мінімально переміг «Сампдорію» (1:0) та «Болонью» (1:0), зіграв внічию з «Карпі» (0:0) та «Фрозіноне» (3:3), поступився «Вероні» (1:2) та «Рома» (1:3). Як наслідок клуб опустився на сьоме місце та не кваліфікувався у єврокубки.
«Россонері» мали шанси кваліфікуватися у груповий етап Ліги Європи через Кубок Італії. Розіграш турніру складався для команди вдало. Вони пройшли «Перуджу» (2:0), «Кротоне» (3:1), «Сампдорію» (1:0),  «Карпі» (2:1) та Алессандрію (1:0 і 5:0), вийшовши у фінал турніру вперше з 2003 року. У вирішальному матчі зустрілися із «Ювентусом». Основний час закінчився із рахунком 0:0, але у додатковому часі «Мілан» пропустив, зазнавши підсумкової поразки 0:1.

#### Сезон 2016—2017: перемога в Суперкубку та продаж клубу

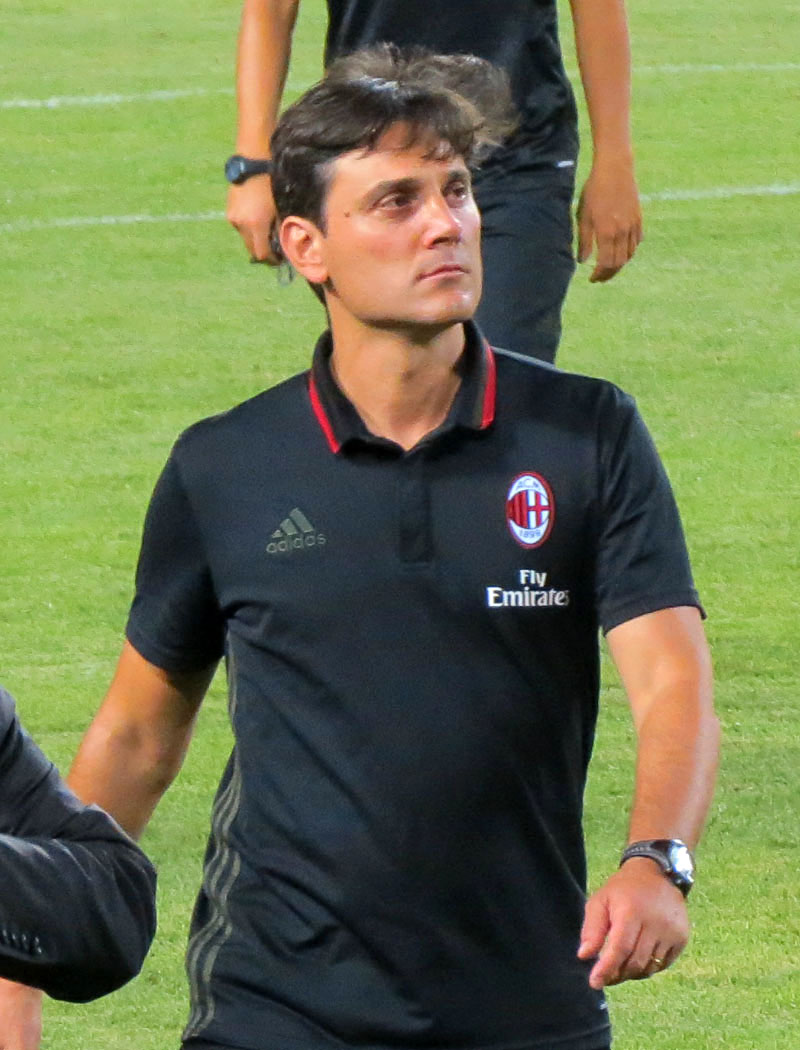
Вінченцо Монтелла

Керівництво клубу визнало роботу Крістіана Броккі незадовільною та призначило Вінченцо Монтеллу, який був відомий своєю роботою у «Фіорентіні», новим головним тренером. Багаторічний воротар команди Крістіан Абб'яті завершив кар'єру. Досвідчені захисники Філіпп Мексес та Алекс також завершили кар'єру. Після слабкого сезону команду залишив Жеремі Менез. Стефан Ель-Шаараві перейшов у «Рому» за €13 млн. Влітку клуб отримав незначне підсилення у кожну лінію. Прийшли: Густаво Гомес, Хосе Соса та Джанлука Лападула. Маріо Пашалич та Матіас Фернандес прийшли на правах оренди.
Після стартової перемоги над «Торіно» (3:2), зазнали невдачі з «Наполі» (2:4) та «Удінезе» (0:1). У наступних шести матчах вдалося здобути п'ять перемог («Сампдорія» (1:0), «Лаціо» (2:0), «Сассуоло» (4:3), «К'єво» (3:1) та «Ювентусу» (1:0)) та зіграти в нульову нічию із «Фіорентіною» (0:0). Цей результат дозволив клубу піднятися на третє місце. До кінця календарного року здобули ще чотири перемоги («Пескара» (1:0), «Палермо» (2:1), «Емполі» (2:1) та «Кротоне» (2:1)), двічі зіграли внічию («Інтернаціонале» (2:2) та «Аталанта» (0:0)) та двічі поступилися («Дженоа» (0:3) та «Рома» (0:1)). Весь цей час команда трималася на третьому місці, але в останньому турі перед перервою зіграла внічию та опустилися на п'яте місце. Останнім матчем року був Суперкубок Італії, куди команда кваліфікувалася як фіналіст попереднього Кубка Італії. Суперником команди став «Ювентус». Виявити переможця в ігровий час командам не вдалося, він закінчився з рахунком 1:1. У серії пенальті з рахунком 4:3 перемогли «россонері». Цей виграний титул став першим для клубу з 2011 року, коли вони також виграли Суперкубок.
Взимку на правах оренди прийшов Жерар Деулофеу та Лукас Окампос, а Луїс Адріану покинув команду.
Після перемоги над «Кальярі» (1:0) та нічиєї з «Торіно» (0:0), зазнали серії із трьох поспіль поразок («Наполі» (1:2) та «Удінезе» (1:2) «Сампдорія» (0:1)). Паралельно клуб вилетів у чвертьфіналі Кубка Італії від «Ювентуса» (0:1). Потім команді вдалося покращити результати. «Мілан» здобув шість перемог («Болонья» (1:0), «Фіорентіна» (2:1), «Сассуоло» (1:0), «К'єво» (3:1), «Дженоа» (1:0) та «Палермо» (4:0)), зіграв внічию з «Лаціо» (1:1) та «Пескарою» (1:1) та програв «Ювентусу» (1:2). Кінець сезону виявився провальним. У семи матчах «россонері» здобули перемогу над «Болоньєю» (3:0), тричі зіграли внічию («Інтернаціонале» (2:2), «Кротоне» (1:1), «Аталанта» (1:1)), та тричі програли («Емполі» (1:2), «Рома» (0:4), «Кальярі» (1:2)). Попри фінішну невдачу клубу вдалося посісти шосте місце та кваліфікуватися у Лігу Європи.
Пералельно з виступами команди, президент клубу Сільвіо Берлусконі, який займав цю посаду з 1986 року, проводив перемовини про продаж клубу. Причиною продажу стали особисті та фінансові проблеми політика. Угода продажу була закрита 13 квітня, а новим власником став китайський бізнесмен Лі Юнхун. Сума угоди склала близько €740 млн, з яких €220 млн мали бути використані для погашення боргів клубу.

#### Сезон 2017—2018: управління Лі Юнхуна
Китайський власник клубу Лі Юнхун розпочав будівництво нової команди з великих інвестицій. Захисна лінія була укомплектована новими гравцями на кожну позицію. На лівий фланг прийшов Рікардо Родрігес за €15 млн, на правий фланг Андреа Конті за €24, а у центр захисту Матео Мусаккіо за €18 млн. Ще одним знаковим підписанням став трансфер центрального захисника Леонардо Бонуччі з «Ювентуса» за €42 млн. Для нових власників цей гравець був центральним у проєкті, отримавши капітанську пов'язку. Лінія півзахисту також отримала підсилення. Прийшли: Лукас Білья за €17 млн, Хакан Чалханоглу за €20 млн та Франк Кесс'є на правах оренди за €8 млн. Одним із найдорожчим придбанням став трансфер португальського нападника Андре Сілви за €35 млн. В лінію нападу на правах оренди прийшли Никола Калинич та Фабіо Боріні. Найдорожчим трансфером на вихід став вихованець клубу Маттіа Де Шильйо, який прийшов у «Ювентус» за €12 млн. Кейсуке Хонда, Андреа Полі, Юрай Куцка залишили команду, а Карлоса Бакку, Джанлука Лападула, Андреа Бертолаччі, [Мбая Ньянга та Хосе Ернесто Сосу віддали в оренду. Перед тренеським штабом Вінченцо Монтелли було поставлено завдання виходу в груповий етап Ліги чемпіонів.
Сезон розпочався матчами третього кваліфікаційнійного раунду Ліги Європи УЄФА проти румунського клубу «Університатя». «Мілан» двічі переміг (2:0 і 1:0), вийшовши у наступний раунд. У плей-оф «россонері» впевнено здолали македонську «Шкендію» з рахунком 6:0 і 1:0, кваліфікувавшись у групу. Початок чемпіонату також вийшов не поганим. У стартових п'яти турах здобули чотири перемоги та розгромно поступилися «Лаціо» (1:4). Наступні три матчі вони програли: «Сампдорії» (0:2), «Ромі» (0:2) та «Інтернаціонале» (2:3). У наступних турах суттєвого прогресу не відбулося. «Мілан» по два рази виграв, програв та зіграв внічию. 26 листопада, після нічиєї з «Торіно» (0:0), Вінченцо Монтелла був звільнений. Новим тренером призначили Дженнаро Гаттузо, який до цього очолював молодіжний склад. Покращити результати команді не вдалося. У п'яти матчах що залишалися до кінця календарного року вони здобули лише одну перемогу, фінішувавши на десятому місці по завершенні першого кола. Попри внутрішні невдачі, «Мілан» зумів виконати завдання виходу із групи Ліги Європи. «Россонері» двічі перемогли «Аустрію», двічі зіграли внічию АЕКом та обмінялися домашніми перемогами із «Рієкою». У підсумку вони виграли групу, набравши одинадцять очків.
Після зимової перерви «Мілан» суттєво зумів покращити результати. У дев'яти наступних турах чемпіонату здобули вісім перемог та один раз зіграли внічию. У Кубку Італії вийшли у фінал, вибивши «Інтернаціонале» у чвертьфіналі та «Лаціо» у півфіналі. В 1/16 фіналу Ліги Європи впевенено пройшли «Лудогорець» (3:0 і 1:0), але 1/8 фіналу не зуміли нав'язати боротьбу лондонському «Арсеналу», поступившись 0:2 та 1:3. У квітні команда видала відрізок без перемог (чотири нічиї та дві поразки), після якого стало зрозуміло що їм не вдасться боротися за потрапляння у четвірку. У чотирьох турах, що залишалися до кінця чемпіонату, набрали десять очків, закріпившись на шостому місці. Останнім шансом виграти трофей був фінал Кубка Італії, але «Ювентус» не залишив їм жодних шансів, розгромивши 4:0.
Витрати, які клуб зробив перед початком сезону, стали великою проблемою. УЄФА звинуватив «Мілан» у порушенні правил фінансового фейр-плей та тимчасово усунув клуб від групового етапу Ліги Європи на наступний сезон.

#### Сезон 2018—2019: прихід Elliott Management Corporation
Перед початком нового сезону в «Мілана» знову змінився власник. Ним стала американський фонд «Elliott Management Corporation». 10 липня 2018 року Лі Юнхун не зумів виконати свої боргові зобов'язання перед цим хедж-фондом, що означало що саме цей фонд отримав усі права на управлінням клубом. На «Мілан» були накладені санкції у вигляді дискваліфікації із Ліги Європи через порушення фінансового фейр-плей. Клуб звернувся до Спортивного арбітражного суду, який задовільнив їхнє клопотання, знявши дискваліфікацію. 21 липня 2018 року відбулася нарада на якій офіційно було звільнено колишніх директорів клубу Марко Фассоне та Массіміліано Мірабеллі, а Паоло Скароні став новим президентом клубу. Новим спортивним директором став Леонардо, колишній гравець та тренер клубу, який зарекомендував себе роботою в «Парі Сен-Жермен». Ще одним знаковим призначенням для вболівальників «россонері» стало повернення легенди клубу Паоло Мальдіні. Він отримав посаду директора зі спортивної стратегії та розвитку. Пізніше відбулася ще одна зміна у керівництві клубу. З 1 грудня 2018 року новим генеральним директором став Іван Газідіс, який до цього десять років працював із лондонським «Арсеналом».
Дженнаро Гаттузо залишився на посаді головного тренера. Основним завданням на сезон була кваліфікація до Ліги чемпіонів. Влітку клуб безкоштовно підписав захисника Івана Стринича, півзахисника Алена Халіловича та воротаря Пепе Рейну. Леонардо Бонуччі висловив бажання повернутися у «Ювентус». Клуби домовилися про обмін Бонуччі на Кальдару. Суттєві зміни відбулися і у лінії нападу. Команду покинули нападники: Карлос Бакка, Никола Калинич, Мбай Ньянг та Джанлука Лападула. Натомість з «Ювентуса» на правах оренди за €18 млн прийшов Гонсало Ігуаїн, а Саму Кастільєхо перейшов із «Вільярреала» за €25 млн. Ще одним гравцем який прийшов на правах оренди став Тьємуе Бакайоко, який не зумів заграти у «Челсі».
Початок чемпіонату команда почала з поразки від «Наполі» (2:3) та перемоги над «Ромою» (2:1). Після цього відбулася серія із трьох нічиїх з «Кальярі» (1:1) «Аталантою» (2:2) та «Емполі» (1:1), що опустило команду на тринадцяте місце. У подальших турах вдалося суттєво покращити турнірне становище, піднявшись на четверте місце. «Россонері» перемогли у шести матчах, зіграли внічию із «Лаціо» (1:1), та поступилися принциповим конкурентам «Інтернаціонале» (0:1) «Ювентусу» (0:2). У грудні розпочалася серія із чотирьох матчів для команди, протягом якої вони тричі зіграли в нульову нічию та поступилися «Фіорентіні». Груповий етап Ліги Європи склався для «россонері» не найкращим чином. «Мілан» двічі переміг аутсайдера «Дюделанж», обмінявся домашніми перемогами з «Олімпіакосом» та здобув лише одне очко з «Бетісом». У підсумку разом із «Олімпіакосом» набрали по 10 очків, але через різницю голів стали третіми, не вийшовши із групи.
У зимове трансферне вікно клуб здійснив два дороговартісні підписання. Лукас Пакета, та один із найкращих бомбардирів поточного сезону Серії А Кшиштоф Пйонтек, прийшли за €35 млн. Гонсало Ігуаїн достроково покинув команду.
Команда впевнено розпочала друге коло чемпіонату, здобувши сім перемог та двічі зігравши внічию. На початку березня вони вже знаходилися на третьому місці, але потім розпочався кризовий період. Протягом березня та квітня «Мілан» програв «Інтернаціонале» (2:3), «Сампдорії» (0:1), «Ювентусу» (1:2) та «Торіно» (0:2), а також зіграв внічию з «Удінезе» (1:1) та «Пармою» (1:1). Єдина перемога була над «Лаціо» (1:0), і як наслідок сьоме місце турнірної таблиці. Чотири перемоги поспіль, які здобув «Мілан» після цього, не дозволили команді піднятися вище п'ятого підсумкового місця.
У Кубку Італії «Мілан» мав шанси вийти у фінал, але поступився «Лаціо» (1:0) у півфіналі.
За підсумками сезону результат роботи Дженнаро Гаттузо було визнано незадовільним, а тренера звільнено. Також було звільнено спортивного директора Леонардо,. Мальдіні погодився на пропозицію роботи технічиним директором відповідальним за розвиток спортивної складової. Також одним із нових директорів клубу став Звонимир Бобан. Назважаючи на п'єте місце у чемпіонаті, що дозволяло команді грати наступного сезону у груповому турнірі Ліги Європи, «Мілан» отримав дискваліфікацію на один сезон від УЄФА через порушення правил фінансового фейр-плей..

### Відродження команди при Стефано Піолі

#### Сезон 2019—2020: повернення Ібрагімовича та прогрес результатів
Сезон 2019–20 команда розпочала з новим тренером — Марко Джампаоло, який до цього три роки очолював «Сампдорію». Капітан Ріккардо Монтоліво та Іньяціо Абате завершили кар'єру. Також команду покинули: Крістіан Сапата, Андреа Бертолаччі, вихованці Мануель Локателлі та Патрік Кутроне, а Тьємуе Бакайоко повернувся до «Челсі» після річної оренди. Склад команди натомість поповнився молодими гравцями: Ісмаель Беннасер, Рафаел Леан, Тео Ернандес, Франк Кесс'є, якого остаточно викупили з «Аталанти». На правах оренди відбувся обмін Андре Сілви на Анте Ребича.
Чемпіонат «Мілан» розпочав з поразки від «Удінезе» (0:1). Після цього мінімально перемогли «Брешію» та «Верону» (1:0). Подальша серія із трьох поразок від «Інтернаціонале» (0:2), у домашньому матчі в дербі, «Торіно» (1:2) та «Фіорентіни» (1:3), а також важка вольова перемога над «Дженоа» (2:1), який був у зоні вильоту, змусила керівництво звільнити Джампаоло. Команда перебувала на тринадцятому місці у турнірній таблиці на момент відставки.
Новим тренером призначили досвідченого Стефано Піолі, який до цього працював із «Фіорентіною», «Інтернаціонале» та «Лаціо». З приходом нового тренера суттєвого прогресу у результатах не відбулося. У наступних шести матчах «Мілан» програв «Ромі» (1:2), «Ювентусу» (0:1) та «Лаціо» (1:2), зіграв внічию з «Лечче» (2:2) та «Наполі» (1:1), переміг «СПАЛ» (1:0). Дві перемоги над «Пармою» (1:0) та «Болоньєю» (3:2) трохи зменшили тиск на тренера та команду, але календарний рік завершився розгромною поразкою від «Аталанти» (0:5), що знову почалися розмови про необхідну відставку Піолі.
Взимку відбулися важливі зміни у складі команди. У команду повернувся Златан Ібрагімович, який вже виступав за «Мілан» з 2010 по 2012 роки. Нападник, якому на момент трансферу вже виповнилось 38 років, до цього два роки грав за «Лос-Анджелес Гелаксі» в MLS. Центр захисту підсилив досвідчений Сімон К'єр, який прийшов на правах оренди із «Севільї». Також на правах оренди прийшов молодий бельгійський вінгер Алексіс Салемакерс. Серед втрат варто відзначити трансфер Кшиштофа Пйонтека в «Герту». Польський нападник забив лише чотири голи у першій половині сезону, що спонукало керівництво до продажу гравця. Іспанець Сусо був важливою чистинною команди попередні три сезони, але у новому не діяв настільки ефективно, тому його віддали «Севільї» в оренду з обов'язковим викупом. Захисники Рікардо Родрігес та Маттіа Кальдара також пішли грати в інші клуби на правах оренди, а Фабіо Боріні безкоштовно покинув команду.
Після перерви команда зіграла внічию з «Сампдорією» (0:0) та тричі поспіль перемогла («Кальярі» (2:0), «Удінезе» (3:2) «Брешія» (1:0)), що підійняло «россонері» на восьме місце. У лютому відбувся спад результатів: одна перемога (над «Торіно» (1:0)), дві нічиї (з «Вероною» (1:1) та «Фіорентіною» (1:1)) та дві поразки (від «Інтернаціонале» (2:4) та «Дженоа» (1:2)). У подальший перебіг змагань втрутилася пандемія COVID-19. Усі спортивні змагання були скасовані до стабілізації захворюваності. Чемпіонат відновився наприкінці червня 2020 року, а матчі відбувалися при порожніх трибунах. «Мілану» ця перерва стала дуже корисною. У дванадцяти турах що залишилися команда видала серію без поразок, вигравши дев'ять матчів та тричі зігравши внічию. Варто відзначити принципові перемоги над «Ювентусом» (4:2) «Ромою» (2:0) та «Лаціо» (3:0), яким вони програли у першому колі. «Россонері» завершили чемпіонат на шостому місці, вийшовши у кваліфікацію Ліги Європи на наступний сезон. У Кубку Італії «Мілан» був близьким до виходу у фінал, але поступився «Ювентусу» (1:1) через гол на виїзді.
Керівництво клубу довго вело переговори з Ральфом Рангніком про роботу з командою, а Стефано Піолі розглядався як тимчасовий варіант до кінця сезону, але успішна серія матчів яку показала команда під керівництвом цього тренера переконала клуб продовжити з ним співпрацю, підписавши контракт на два роки.

#### Сезон 2020—2021: срібні призери чемпіонату
У літнє трансферне вікно команду залишив Джакомо Бонавентура, який шість років був важливим гравцем основи. Досвідчені Лукас Білья та Пепе Рейна, а також Лукас Пакета, який не зумів стати основним гравцем, також покинули команду. Анте Ребич, Сімон К'єр та Алексіс Салемакерс були остаточно викуплені. Трансферна політика клубу була побудована на орендних угодах з подальшим правом викупу. На таких умовах прийшли Брахім Діас, Діогу Дало та Сандро Тоналі. Також відбулися трансфери П'єра Калулу та Єнса Петтера Гауге, який вразив керівництво у матчі кваліфікації Ліги Європи, виступаючи за «Буде-Глімт».
«Мілан» у новому сезоні чемпіонату продовжував свою безпроіграшну серію матчів. Після четвертої перемоги поспіль, яка відбулася 17 жовтня над «Інтернаціонале» у дербі (2:1) «россонері» піднялися на перше місце, протримавшись на ньому аж до лютого 2021 року. Загалом до кінця календарного року команда провела чотирнадцять матчів, вигравши десять та чотири рази зігравши внічию. Кваліфікація Ліги Європи підкорилася команді доволі важко. У третьому кваліфікаційному раунді вони перемогли «Буде-Глімт» (3:2), а у раунді плей-оф, після нічиєї 2:2 з «Ріу Аве» в основиний час, лише у драматичній серії пенальті 9:8 зуміли вийти у групу. Сам груповий етап команда пройшла впевненіше: двічі здолали «Селтік» та «Спарту», а з «Ліллем» один раз поступилися та один раз зіграли внічию, посівши підсумкове перше місце.
Взимку підписали на півроку досвідченого нападника Маріо Манджукича, а також орендували з правом викупу Суаліхо Мейте та Фікайо Томорі. Захисник Матео Мусаккіо, який зіграв лише два матчі у першій частині сезону залишив команду. Попри боротьбу за чемпіонство, підписати більше якісних гравців клуб не зміг через фінансові обмеження.
Першу поразку команда зазнала у 16 турі, у домашньому матчі проти «Ювентуса» (1:3). Ця поразка перервала серію із 27 матчів без поразок. Після перемоги над «Кальярі» (2:0) та «Торіно» (2:0), «россонері» розгромно програли «Аталанті» (0:3), перемогли «Болонью» (2:1) та «Кротоне» (4:0). У січні також відбулися матчі Кубку Італії, де «россонері» вилетіли у чвертьфіналі від «Інтернаціонале» (2:1). Переломним моментом у чемпіонській гонці стала поразка від «Спеції» (0:2), яка відбулася 13 лютого у 22 турі. Перед очним матчем, «Інтернаціонале» випередив «Мілан», а у дербі завдав розгромної поразки (0:3), збільшивши перевагу до чотирьох очків. Паралельно із матчами чемпіонату «Мілан» проводив матчі плей-оф Ліги Європи, що також суттєво вплинуло на фізичний стан гравців. В 1/16 фінілу двічі зіграли внічию із «Црвеною Звездою» (2:2 та 1:1), але пройшли за правилом виїзного гола. В 1/8 фіналу поступилися «Манчестер Юнайтед» за сумою двох матчів (1:2). Глибини складу та свіжості гравців не вистачило щоб стабільно перемагати у чемпіонаті та продовжити конкуренцію із «Інтернаціонале». Після того як «Мілан» втратив очки із «Удінезе» (1:1), «Наполі» (0:1) та «Сампдорією» (1:1) відставання до першого місця збільшилося до восьми очків. Критичний момент у сезоні наступив після двох поспіль поразок: від «Сассуоло» (1:2) та «Лаціо» (0:3). «Россонері» опустилися на п'яте місце, покинувши зону Ліги чемпіонів. У п'яти матчах що залишалися до кінця чемпіонату «Мілан» впевнено переміг «Беневенто» (2:0) та «Торіно» (7:0), а також прямих конкурентів за призові місця «Ювентус» (3:0) та «Аталанту» (2:0).
За підсумками сезону вони набрали 79 очків, вигравши срібні медалі чемпіонату. Цей результат став найкращим для команди починаючи із сезону 2011–12, коли вони також стали другими. Вперше із сезону 2013—14 «Мілан» зіграює у Лізі чемпіонів, що було стратегічним завданням перед початком сезону. Джанлуїджі Доннарумма, Тео Ернандес та Франк Кесс'є увійшли у символічну збірну сезону. Златан Ібрагімович та Хакан Чалханоглу стали найкращими гравцями жовтня та грудня 2021 року в Серії А.

#### Сезон 2021—2022
Перед початком нового сезону відбулося декілька важливих кадрових змін. З вихованцем клубу, воротарем Джанлуїджі Доннаруммою, не вдалося продовжити контракт, тому він безкоштовно залишив команду. Подібна ситуація сталася із півзахисником Хаканом Чалханоглу, який безкоштовно став гравцем принципового суперника — «Інтернаціонале». Новим воротарем команди став Майк Меньян, який напередодні став чемпіоном Франції у складі «Лілля». Більша частина бюджету була використана для викупу Фікайо Томорі та Сандро Тоналі, які до цього виступали на правах оренди. Позицію центрального нападника підсилив досвідчений Олів'є Жіру. Тьємуе Бакайоко вдруге за свою кар'єру перейшов до складу команди на правах оренди (до цього грав у сезоні 2018/19). Клубу вдалося продовжити оренду Брахіма Діас, а також підписати на правах оренди універсального гравця на правий фланг — Алессандро Флоренці.
Початок чемпіонату для команди склався дуже вдало. «Мілан» здобув десять перемог («Сампдорія» (1:0), «Кальярі» (4:1), «Лаціо» (2:0), «Венеція» (2:0), «Спеція» (2:1), «Аталанта» (3:2), «Верона» (3:2), «Болонья» (4:2), «Торіно» (1:0), «Рома» (2:1)) та зіграв внічию з принциповими суперниками «Ювентусом» (1:1) та «Інтернаціонале» (1:1). За підсумками цього періоду «россонері» посіли друге місце, поступившись «Наполі» лише за додатковими показниками. Серія без поразок завершилася наприкінці листопада. Команда поступилася спершу «Фіорентіні» (3:4), а потім «Сассуоло» (1:3). До кінця календарного року «Мілан» переміг аутсайдерів «Дженоа» (3:0) та «Салернітану» (2:0), а також «Емполі» (4:2), неочікувано зіграв внічию з «Удінезе» (1:1), поступився «Наполі» (0:1). Перше коло команда завершила на другому місці, відстаючи від «Інтернаціонале» на чотири очки. Восени відбулося довгоочікуванне повернення команди у Лігу чемпіонів. «Россонері» потрапили у групу з мадридським «Атлетіко», «Порту», а також принциповим суперником — «Ліверпулем». Початок турніру склався дуже невдало: домашня поразка від «Атлетіко» (1:2) та виїзні поразки від «Ліверпуля» (2:3) та «Порту» (0:1). Домашня нічия з «Порту» (1:1) та виїзна перемога над «Атлетіко» (1:0) залишала команді теоретичні шанси вийти із групи, або кваліфікуватися у Лігу Європи, але домашня поразка від «Ліверпуля» (1:2) залишила «Мілан» на останньому місці у групі.